# توماس آلیبون
توماس آلیبون (انگلیسی: Thomas Allibone؛ زاده ۱۱ نوامبر ۱۹۰۳ درگذشته ۹ سپتامبر ۲۰۰۳) یک فیزیک‌دان اهل انگلستان بود. 
وی مخترع مدار چند برابر کننده ولتازی به نام خود است.